# Door Lock
Door Lock (도어락?, Do-eo-lakLR) è un film del 2018 scritto e diretto da Lee Kwon.

## Trama
La giovane Cho Kyung-min una sera si accorge che la serratura elettronica del suo appartamento è stata forzata, e decide così di cambiare la propria password. Mentre si trova in casa, si accorge però che qualcuno sta cercando nuovamente di entrare, e nel frattempo avviene un misterioso omicidio.